# 원더보이 인 몬스터 월드
《원더보이 인 몬스터 월드》(Wonder Boy in Monster World)는 웨스톤 비트 엔터테인먼트가 개발하고 세가가 배급한 액션 어드벤처 플랫폼 게임이다. 《원더보이》 시리즈 다섯번째 작품으로, 1991년 10월 25일 메가 드라이브 기종으로 처음 발매됐다. 일본판 제목은 《원더보이 V: 몬스터 월드 III》(Wonder Boy V: Monster World III, ワンダーボーイV モンスターワールドIII)로, '몬스터 월드' 이름으로 일본서 발매됐던 《원더보이 인 몬스터 랜드》와 《원더보이 III: 드래곤의 함정》을 잇는 후속작이라는 의미에서 정해졌다.
게임플레이는 전작 《드래곤의 함정》과 같이 비선형 맵 구조에서 던전을 탐험해서 점차 더 나은 무장을 획득해 스스로 강해지는 진행 방식을 갖췄다. 이번 작에서는 변신이 사라지고 대신 고유의 버튼을 눌러 마법을 사용할 수 있게 됐다.
이후 1993년 세가 마스터 시스템 버전이 유럽과 브라질 지역에서 출시됐다. 1994년에는 허드슨 소프트가 이식한 PC 엔진 CD판이 제작됐는데, 등장인물들을 곤충에서 따온 디자인을 사용했다. PC 엔진 CD판의 경우 《초영웅전설: 더 다이네스틱 히어로》(超英雄伝説ダイナスティックヒーロー, The Dynastic Hero)라는 제목으로 출시됐다. 그 후, 2007년에 Wii 버추얼 콘솔로 메가 드라이브판 및 PC 엔진 CD판이 출시된 후 디지털 플랫폼으로 여러 차례 재발매됐다.

## 평가
| 평가                                                            |                    |
| --------------------------------------------------------------- | ------------------ |
| 통합 점수 통합사 점수 게임랭킹스 SMD: 77% [ 2 ] TG16: 75% [ 3 ] |                    |
| 통합 점수                                                       |                    |
| 통합사                                                          | 점수               |
| 게임랭킹스                                                      | SMD: 77% TG16: 75% |